# Aborichthys
Genre
Aborichthys est un genre de poisson d'eau douce de la famille des Nemacheilidae. Aborichthys est un genre de « loches de pierre » qui se rencontre dans les ruisseaux de l'Inde, avec une espèce également rencontrée en Birmanie.

## Liste d'espèces
Selon FishBase (17 juillet 2015) :
- Aborichthys cataracta Arunachalam, Raja, Malaiammal & Mayden, 2014[4] ;
- Aborichthys elongatus Hora, 1921 ;
- Aborichthys garoensis Hora, 1925 ;
- Aborichthys kempi Chaudhuri, 1913 ;
- Aborichthys rosammai Sen, 2009 ;
- Aborichthys tikaderi Barman, 1985 ;
- Aborichthys verticauda Arunachalam, Raja, Malaiammal & Mayden, 2014[4].

### Note
Selon Kosygin, L. (2012), une huitième espèce : 
- Aborichthys waikhomi Kosygin, 2012[5].

### Remarque
Selon Catalogue of Life (4 juillet 2013) :
- Aborichthys elongatus ;
- Aborichthys garoensis ;
- Aborichthys kempi ;
- Aborichthys rosammai ;
- Aborichthys tikaderi.

Selon ITIS (4 juillet 2013) :
- Aborichthys elongatus Hora, 1921 ;
- Aborichthys garoensis Hora, 1925 ;
- Aborichthys kempi Chaudhuri, 1913.